# Manuel Vivanco Menchaca
Manuel Vivancos Menchaca (Sevilla, 26 de setembre de 1834 - ?) fou un polític andalús, germà de Jenaro Vivanco Menchaca, Emilio Vivanco Menchaca i Enrique Vivanco Menchaca.

## Trajectòria
Des del 1849 fou funcionari de l'estat. Treballà als governs civils de Sevilla, Càceres, Cadis, Barcelona, València i Madrid. Fou alcalde corregidor de Jerez de la Frontera el 1868 i director del Banc d'Espanya el 1882. Fou elegit diputat per Partit Conservador per les Borges Blanques a les eleccions generals espanyoles de 1879, per Balaguer a les eleccions generals espanyoles de 1899 i novament per les Borges Blanques a les eleccions generals espanyoles de 1903. El 1905 fou nomenat governador civil de Lleida, com anteriorment ho havia estat de Barcelona (1891), Màlaga (1890) i Segòvia (1877).

## Obres
- Reforma electoral. Ley electoral para diputados a Cortes y concejales (1907)